# Амелі Удеа-Кастера
Амелі Удеа-Кастера (фр. Amélie Oudéa-Castéra; нар. 9 квітня 1978) — французька політична діячка, підприємиця. Міністерка спорту Франції з 2022 року. Колишня теніистка. Найвищу одиночну позицію світового рейтингу — 251 місце досягла 8 травня 1995, парну — 296 місце — 1 квітня 1996 року. Завершила кар'єру 1996 року.

## Фінали ITF

### Одиночний розряд (0–1)
| Легенда         |
| --------------- |
| Турніри $10,000 |

| Результат | Ранг | Дата          | Турнір           | Покриття | Суперниця        | Рахунок  |
| --------- | ---- | ------------- | ---------------- | -------- | ---------------- | -------- |
| Поразка   | 1.   | 2 травня 1994 | Балагер, Іспанія | Ґрунт    | Роса Марія Перес | 4–6, 4–6 |